# Andreu Martín
Andreu Martín i Farrero (Barcelona; 9 de mayo de 1949) es un novelista, guionista de cómic y de cine español, especializado en novela negra y novela infantil y juvenil.

## Biografía

### Inicios profesionales en la historieta (1969-1979)
Andreu Martín comenzó a estudiar la carrera de Psicología en 1965, terminando sus estudios en 1971. A pesar de ello, el autor nunca ejerció como tal, decantándose por el mundo de las letras. Profesionalmente se inició en la Barcelona de finales de los años sesenta, publicando guiones de historieta para la editorial Editorial Bruguera, realizando trabajos de humor en revistas como Gran Pulgarcito, Mortadelo, Sacarino o Tío Vivo, que compaginó con adaptaciones literarias en Joyas Literarias Juveniles.
Sin abandonar el mundo de la historieta, Martín también trabajó a partir de 1975 para Grijalbo Mondadori Junior, traduciendo del francés los cómics de Jean-Michel Charlier y Jean-Pierre Gourmelen. Además, en 1977 participó en la cofundación de la revista de historietas Troya-Trocha, para la cual crea, junto a la ilustradora argentina Mariel Soria, al personaje Sam Ballunga. A esto hay que sumar diversas colaboraciones durante los últimos años de la década tanto en lengua castellana como catalana, como Destino y Cambio 16.

### Madurez como autor de novela negra adulta (1979-1987)
Hacia finales de los años setenta, Andreu Martín dio un giro a su carrera profesional, y aunque siguió produciendo algunas historietas destinadas a un público juvenil, como las aventuras de "Emma es encantadora" en la revista Lily, su producción historietística fue orientándose cada vez más hacia un público adulto, publicando en revistas como El Jueves, El Víbora, Cimoc, Comix Internacional o Rumbo Sur. Pero más importante aún que este giro en sus guiones fue la aparición de su primera novela en 1979, Aprende y calla, que representó su introducción en la novela negra, en la cual se consagró apenas un año después, con su cuarta novela, Prótesis (1980), que obtuvo el Premio Círculo del Crimen, y que posteriormente fue llevada a la gran pantalla por Vicente Aranda con el título Fanny Pelopaja (1984).
Además de sus novelas y aquella adaptación al cine, Martín escribió para el director Fernando Colomo dos guiones, Estoy en crisis (1982) y El Caballero del Dragón (1985). Su tercer guion cinematográfico, Barcelona Connection (1988), fue dirigido por el director Miquel Iglesias Bonns, y convertido también en una novela homónima que recibió el Premio Hammett de la Asociación Internacional de Escritores Policíacos.

### Éxito como autor infantil y juvenil (1987-2011)
En 1987, tras haber cosechado bastante éxito con sus novelas de género negro para adultos, Andreu Martín comenzó a colaborar con otros dos guionistas de historieta, Juanjo Sarto y Jaume Ribera. Con el primero desarrolló una serie de seis aventuras y tono ecologista, "La naturaleza en peligro" (1987-1989), mientras que con el segundo creó al detective adolescente Flanagan, del que se han publicado hasta el momento un total de doce novelas (1987-2009). Según Martín, el sistema de trabajo flexible que habían aprendido a desarrollar como guionista y la afinidad en los gustos favoreció la colaboración. La primera novela de Flanagan, No pidas sardinas fuera de temporada (1987), tuvo una excelente acogida y ganó en 1989 el Premio Nacional de literatura infantil y juvenil. De hecho, su popularidad alcanzó pronto a otros países, publicándose también en francés, italiano, alemán, portugués, griego, serbio y lituano, conociendo además dentro del territorio español ediciones en catalán, euskera y asturiano. La serie también recibió el Premio Columna Jove por Flanagan de luxe (1995) y el Premio de la Crítica Serra d’Or por Flanagan Blues Band (1996).
Aunque también ha escrito algunas series en solitario, como la infantil Cuentos del mago en sí (1991-1994) o las adolescentes Tres Catorce (1998-2001) y Wendy (2006-2011), otras las ha escrito nuevamente junto a Jaume Ribera, como El clan de los marcianos (2001-2002) o La cadena mágica. De hecho, esta colaboración se ha extendido a la novela para adultos, que Martín nunca dejó de lado, dando como resultado la serie del Detective Àngel Esquius (2005-2011). No obstante, a partir de 2007 su producción de novelas infantiles y juveniles comenzó a ser menor, centrándose en sus narraciones para adultos. La última entrega de Flanagan hasta la fecha apareció en 2009 y la última novela para adolescentes se publicó en 2011.

### Cine, teatro y televisión (1987-2002)
El éxito de Barcelona Connection dio la posibilidad a Martín de hacer nuevas incursiones tanto en el cine como en la televisión. Para TVE1 adaptó en 1987 la novela Pájaro en una tormenta, que finalmente se estrenó en 1990. Para TV3 creó Crónica negra en 1988, basada en relatos propios de género negro. Nuevamente para la televisión autonómica catalana colaboró en la redacción de Unes vacances tranquilles (1990) y las series Estació d'enllaç (1995-1997) y Laberint d'ombres (1998-2000).
Martín también ha escrito para el teatro, con obras como Putiferi (1987), Etc., etc. (1987), Un cel de sorra (1991), Boig per si de cas (1997) y, más recientemente, El perseguidor (2007). La mayoría de estas obras se han estrenado en Barcelona.
Quizá el ámbito donde ha tenido menos éxito ha sido el cine, donde debutó como director con la película Sauna, adaptando la novela homónima de María Jaén.

### Últimos años
Andreu Martín continúa escribiendo en la actualidad, si bien parece que en los últimos años se ha centrado cada vez más en la literatura para adultos. Aunque su género sigue siendo eminentemente la novela negra, ha mezclado esta con el deporte, con resultados como Hat Trick (2008), que recibió el Premio Marca de Novela Deportiva; también ha mezclado el género negro con la historia, como en el caso de su libro Cabaret Pompeya (2011), que fue galardonado con el Premi Sant Joan Unnim. Sociedad Negra, apareció en 2013 y se introduce de lleno en el género negro. Su última novela, Los escupitajos de las cucarachas no llegan al séptimo sótano del pedestal donde se levanta mi estatua, en la que Andreu Martín retrata de una manera extraordinariamente crítica los tiempos que estamos viviendo, y con la que gana el XXV Premio de Novela Ciudad de Alcira, fue publicada en 2014.

## Premios
Martín ha ganado a lo largo de los años varios premios de importancia. Sin duda, los que impulsaron su carrera fueron el premio Círculo del Crimen por su novela Prótesis (1980) y el Premio Nacional de Literatura Juvenil por No pidas sardinas fuera de temporada (1987). Su trayectoria y madurez ha sido reconocida en diversas ocasiones, recibiendo tres veces el Premio Hammett, concedido cada año durante la Semana Negra de Gijón por la Asociación Internacional de Escritores Policíacos; en 1993 ganó el premio alemán Deutsche Krimi Preis por la novela Si es  no es, mostrando la popularidad de su obra en otros países. Incluso su novela erótica Espera, ponte así (2001) ha sido galardonada con el Premio La sonrisa vertical. En 2011, se reconoció la calidad de su obra cuando el Ayuntamiento de Barcelona le otorgó el Premio Pepe Carvalho del a la totalidad de la obra.

## Obra

### Historieta
| Años  | Título                                  | Dibujante        | Tipo             | Publicación                               |
| ----- | --------------------------------------- | ---------------- | ---------------- | ----------------------------------------- |
| 1969  | Campeonio                               | Raf              | Serie            | Gran Pulgarcito, Super Pulgarcito en 1970 |
| 1969  | Terrible poción                         | Alfonso Font     | Historieta breve | Dossier Negro n.º 19                      |
| 1969  | Yo también fui vampiro                  | Alfonso Font     | Historieta breve | Dossier Negro n.º 20                      |
| 1969  | La maldición del brujo                  | Cab              | Historieta breve | Dossier Negro n.º 22                      |
| 1969  | Cómo crear un fantasma                  | Leopoldo Sánchez | Historieta breve | Dossier Negro n.º 23                      |
| 1969  | Mi mejor amigo                          | Gómez Esteban    | Historieta breve | Dossier Negro n.º 26                      |
| 1969  | El gran corazón de Moira                | Gómez Esteban    | Historieta breve | Dossier Negro n.º 27                      |
| 1969  | El mundo invisible                      | Gómez Esteban    | Historieta breve | Dossier Negro n.º 29                      |
| 1969  | Tiempo de sobra para idear              | Cueto            | Historieta breve | Dossier Negro n.º 29                      |
|       | En la piel de otro                      | Gómez Esteban    | Historieta breve | Dossier Negro n.º 32                      |
|       | Su segunda vida                         | Torrents         | Historieta breve | Dossier Negro n.º 50                      |
|       | Sir Tim O'Theo                          | Raf              | Serie            |                                           |
|       | El Inspector Dan de la Patrulla Volante |                  | Serie            |                                           |
| 1970  | La panda                                | Segura           | Serie            | Súper Pulgarcito                          |
|       | Roldán sin miedo                        | Adolfo Usero     | Serie            | DDT                                       |
| 1975  | Centauro                                | Andreu Martín    | Serie            | Sacarino                                  |
| 1975- | Fantasía, S. A.                         | Edmond           | Serie            | Tío Vivo                                  |
| 1981  | Emma es encantadora                     | Trinidad Tinturé | Serie            | Lily                                      |
|       | Dimas                                   | Sagar Forniés    |                  | Astiberri                                 |
| 1990- | Somo Extraterrestres                    | Antoni Garcés    | Serie            | Makoki (2ª época)                         |
| 1992  | Rumbo norte                             | José Muñoz       |                  | Relatos del Nuevo Mundo                   |
| 2011  | Máxima discreción                       | Alfonso López    |                  |                                           |

### Novela infantil
A partir de 1991, tras haber escrito varias novelas juveniles, Andreu Martin comienza a producir también literatura infantil, primero con Anaya en la colección “Cuentos de sí, aunque con el tiempo también publica en otras colecciones como “El duende verde”, también de Anaya, o “Barco de vapor”, de la editorial SM. A partir de 2001, afronta este género en compañía de Jaume Ribera.
- La guerra de los minúsculos (1993)
- El libro de luz (1995)
- Serie Cuentos del mago en sí:
  - El niño que siempre decía sí (1991)
  - Sombras chinescas (1991)
  - El prisionero de la fantasía (1991)
  - La mamá invisible (1991)
  - La niña que siempre decía no (1992)
  - El niño que era muy hombre (1992)
  - El niño que tenía mucho hermano (1992)
  - Sólo soy una niña (1992)
  - Todo se rompe (1994)
  - El brujo No (1994)
  - El perro del señor Gris Marengo (1994)
  - ¡Ay, que me hago pis! (1994)
- Serie Cazadores de monstruos:
  - Cómo cazamos al Hombre del Saco (2000)
  - Cómo cazamos a Drácula (2000)
  - Com vam caçar l'Home Llop (2000) (Sin traducción al castellano)
  - Com vam caçar el monstre de Frankenstein (2001) (Sin traducción al castellano)
  - Com vam caçar la Cosa del Pantà (2001) (Sin traducción al castellano)
  - Com vam caçar la Bruixa (2001) (Sin traducción al castellano)
- Serie El clan de los marcianos:
  - El secreto del astrónomo (2001) (Escrita junto a Jaume Ribera e ilustrado por Max)
  - La pirámide falsa (2001) (Escrita junto a Jaume Riberae e ilustrado por Max)
  - El hombre de los fritungos (2001) (Escrita junto a Jaume Riberae e ilustrado por Max)
  - Lavado de cerebro (2001) (Escrita junto a Jaume Riberae e ilustrado por Max)
  -  El gas de la tontería (2002) (Escrita junto a Jaume Riberae e ilustrado por Max)
  - Robo en el Orient Express (2002) (Escrita junto a Jaume Riberae e ilustrado por Max)
- Serie La cadena mágica:
  - El eslabón de cristal (2010) (Escrita junto a Jaume Ribera)
  - La princesa y el traidor (2010) (Escrita junto a Jaume Ribera)
  - El zoo de los monstruos (2011) (Escrita junto a Jaume Ribera)
  - El vendedor de humo (2011) (Escrita junto a Jaume Ribera)

### Novela juvenil
Hasta 1987, Andreu Martin era conocido en el mundo literario por sus novelas adultas de género negro. No obstante, aquel año publicó junto a Jaume Ribera la primera de las novelas de Flanagan, que dan inicio a su etapa como escritor de novela adolescente. Aunque su producción se ha centrado principalmente de novela negra para jóvenes, también ha escrito novelas de humor, ecológicas e históricas.
- El pozo de los mil demonios (1988)
- El cartero siempre llama mil veces (1991)
- Vampiro a mi pesar (1992)
- Cero a la izquierda (1993)
- El amigo Malaspina (1994)
- Pulpos en un garaje (1995)
- Ideas de bombero (1996)
- El viejo que jugaba a matar indios (1997)
- Mentiras de verdad (2000)
- El diablo en el juego de rol (2003)
- Chats (2005)
- Los dueños del paraíso (2005)
- Gen (2008)

- Serie Flanagan
  - No pidas sardinas fuera de temporada (1987) (Escrita junto a Jaume Ribera)
  - Todos los detectives se llaman Flanagan (1991) (Escrita junto a Jaume Ribera)
  - No te laves las manos, Flanagan (1993) (Escrita junto a Jaume Ribera)
  - Flanagan de luxe (1995) (Escrita junto a Jaume Ribera)
  - Alfagann es Flanagan (1996) (Escrita junto a Jaume Ribera)
  - Flanagan Blues Band (1996) (Escrita junto a Jaume Ribera)
  - Flanagan 007 (1998) (Escrita junto a Jaume Ribera)
  - Flanagan, sólo Flanagan (2000) (Escrita junto a Jaume Ribera)
  - Los vampiros no creen en Flanagan (2002) (Escrita junto a Jaume Ribera)
  - El diario rojo de Flanagan[16] (2004) (Escrita junto a Jaume Ribera)
  - Yo tampoco me llamo Flanagan (2006) (Escrita junto a Jaume Ribera)
  - Flanagan Flashback (2009) (Escrita junto a Jaume Ribera)
  - Los gemelos congelados (2015) (Escrita junto a Jaume Ribera)

- Serie La naturaleza en peligro
  - Salvemos la Antártida (1987) (Escrita junto a Juanjo Sarto)
  - S.O.S.: Canguros (1987) (Escrita junto a Juanjo Sarto)
  - Infierno forestal (1987) (Escrita junto a Juanjo Sarto)
  - Operación 20 tigres (1987) (Escrita junto a Juanjo Sarto)
  - Mar Negro, mar muerto (1988) (Escrita junto a Juanjo Sarto)
  - El caso Moby Dick (1989) (Escrita junto a Juanjo Sarto)

- Serie Tres Catorce
  - Me llaman Tres Catorce (1998)
  - Tres Pi erre que erre (2000)
  - El tercero de los tres (2001)

- Serie Gregorio Miedo y Medio
  - Gregorio Miedo y Medio (2000)
  - Muertos de miedo (2000)
  - Visto y no visto (2002)

- Serie Wendy
  - La noche que Wendy aprendió a volar (2006)
  - Wendy ataca (2009)
  - Wendy y el enemigo invisible (2011)
  -  El dia que Wendy conoció al monstruo

### Novela para adultos
Andreu Martin ha estado presente en el panorama literario español desde que su primera novela apareciera en 1979. Aunque ha tocado diversos géneros, como el erótico, el terror y la ciencia ficción, la mayoría de su producción consiste en novela negra.
- Aprende y calla (1979)
- El señor Capone no está en casa (1979)
- A navajazos (1980)
- Prótesis (1980)
- La otra gota de agua (1981)
- Dejad que los caimanes se acerquen a mí (1981) (Escrita junto a Mariel Soria)
- Por amor al arte (1982)
- Si es no es (1983)
- La camisa del revés (1983)
- Crónica negra (1983) (Colección de relatos)
- El caballo y el mono (1984)
- Amores que matan, ¿y qué? (1984)
- La camisa del revés (1985)
- El día menos pensado (1986)
- La chica que lo enseñaba todo (1987)
- Crímenes de aficionado (1987)
- Ahogos y palpitaciones (1987)
- Barcelona Connection (1988)
- A martillazos (1988)
- El que persigue al ladrón (1988)
- Cuidados intensivos (1989)
- Lo que más quieras (1990)
- Jesús en los infiernos (1990)
- El hombre de la navaja (1992)
- Por el amor de Dios (1994)
- Jugar a matar (1995)
- Fantasmas cotidianos (1996)
- Vaunqueurs et cons vaincus (1998) (Sin traducción al castellano)
- Bellísimas personas (2000)
- Espera, ponte así (2001)
- Juez y parte (2002)
- Los miedos de la ciudad sin miedo (2002)
- Schnecken mit Kaninchen (2002) (Sin traducción al castellano)
- Corpus Delicti (2002)
- Guerra Ciega (2003)
- Asalto a la Virreina (2004) (Escrita junto a Carles Quílez)
- Impunidad (2005) (Escrita junto a Verónica Vila-San-Juan)
- Piel de policía (2006) (Escrita junto a Carlos Quílez)
- De todo corazón (2007)
- Hat Trick (2008)
- Barcelona Trágica (2009)
- Cabaret Pompeya (2011)
- La vida es dura (2012)
- Niños que muerden a perros (2012) (Colección de relatos)
- Sociedad negra (2013)
- Los escupitajos de las cucarachas no llegan al séptimo sótano del pedestal donde se levanta mi estatua (2014)
- La violencia justa (2016)
- El lado oscuro (2017)
- El harén del Tibidabo (2018)
- Todos te recordarán (2019)
- Vais a decir que estoy loco (2021)

- Serie Detective Àngel Esquius:
  - Con los muertos no se juega (2005) (Escrita junto a Jaume Ribera)
  - La clave de las llaves (2005) (Escrita junto a Jaume Ribera)
  - La monja que perdió la cabeza (2006) (Escrita junto a Jaume Ribera)
  - Si hay que matar, ¡se mata! (2007) (Escrita junto a Jaume Ribera)
  - El cómo del crimen (2011) (Escrita junto a Jaume Ribera)

- Serie Asesinatos en clave de Jazz:
  - El blues del detective inmortal (2006)
  - El blues de la semana más negra (2007)
  - El blues de la ciudad inverosímil (2009)
  - El blues de una sola baldosa (2009)

### Guías de escritura
- Cómo escribo (2012)
- Cómo escribo novela policíaca (2015)

### Cine y televisión
- Arri, arri. 1976. España. Dirigida por Jordi Bayona. Protagonizada por Joan Aguilar y Mercè Bofill. Cortometraje, coautor del guion.
- Jill. 1978. España. Dirigida por Enrique Guevara. Protagonizada por Raquel Evans y Máximo Valverde. Coautor del guion.
- Putapela. 1981. España. Dirigida por Jordi Bayona. Protagonizada por Ovidi Montllor y Mireia Ros. Coautor del guion.
- Fútbol en acción. 1981-82. España. Dirigida por Mara Recatero. Serie de animación de TV protagonizada por Naranjito, coautor del guion.
- Estoy en crisis. 1982. España. Dirigida por Fernando Colomo. Protagonizada por José Sacristán y Cristina Marsillach. Coautor del guion.
- Fanny Pelopaja. 1984. España. Dirigida por Vicente Aranda. Protagonizada por Fanny Cottençon y Paco Algora. Basada en su novela Prótesis.
- El caballero del dragón. 1985. España. Dirigida por Fernando Colomo. Protagonizada por Klaus Kinski, Harvey Keitel y María Lamor.
- Olímpicament mort. 1986. España. Dirigida por Manel Esteban. Protagonizada por Constantino Romero y Eva León. Película para TV, coautor del guion junto a Jean-Claude Izzo, basado en una idea de Manuel Vázquez Montalbán.
- Barcelona Connection. 1988. España. Dirigida por Miguel Iglesias. Protagonizada por Sergi Mateu y Claudia Gravy.Basada en la novela Barcelona Connection.
- Crònica negra. 1988-89. España. Dirigida por Ricard Reguant. Protagonizada por Josep Maria Pou y Emma Vilarasau. Serie de TV3 de 13 episodios, autor del guion basado en sus propios relatos.
- Pájaro en una tormenta. 1989. España. Dirigida por Antonio Giménez Rico. Protagonizada por Juan Luís Galiardo y Jesús Puente. Serie de TV, coautor del guion basado en la novela de Isaac Montero de mismo título.
- Sauna. 1990. España. Dirigida por Andreu Martín. Protagonizada por Patxi Bisquert y Nuria Hosta. Director de la película
- Mambo. 1991. España. Dirigida por Lluís Elías. Protagonizada por Francisco J. Basilio y Clara del Ruste. Película para TV, coautor del guion.
- Estació d'enllaç. 1995-97. España. Dirigida por Piti Español. Protagonizada por Josep María Pou i Mercè Arànega. Serie de TV, coautor del guion.
- Laberint d'ombres. 1998-2000. España. Dirigida por Xavier Berraondo. Protagonizada por Marc Carles y Montserrat Carulla. Serie de TV, coautor del guion.
- Sota el signe de... 2000. España. Dirigida por Antonio Chavarrías. Protagonizada por Silvia Tortosa y José María Blanco. Serie de TV, autor del guion de un capítulo.
- Pacto de brujas. 2003. España. Dirigida por Javier Elorrieta. Protagonizada por Ramón Langa, Carlos Sobera y Bárbara Elorrieta. Basada en la novela La camisa del revés.
- Jo, el desconegut. 2007. España. Dirigida por Joan Mallarach. Protagonizada por Fernando Guillén y Bernat Quintana. Película para TV, coautor del guion.
- Wendy placa 20957. 2009. España. Dirigida por Mireia Ros. Protagonizada por Leticia Dolera y Mercè Llorens. Película para TV, autor del guion.
- Lucas. 2016. España. Dirigida por Juan Pedro Ortega. Protagonizada por Jim Arnold y Tara Alexandra Brown. Autor del guion.